# 10091 Bandaisan
10091 Bandaisan eller 1990 VD3 är en asteroid i huvudbältet som upptäcktes den 11 november 1990 av den japanska astronomen Tsutomu Seki vid Geisei-observatoriet. Den är uppkallad efter den japanska vulkanen Bandai.
Asteroiden har en diameter på ungefär 4 kilometer.